# Hedgpethia elongata
Hedgpethia elongata är en havsspindelart som beskrevs av Takahashi, Dick och Shunsuke F. Mawatari 2007. Hedgpethia elongata ingår i släktet Hedgpethia och familjen Colossendeidae. Inga underarter finns listade i Catalogue of Life.